# Allegan County
Allegan County er et county i den amerikanske delstat Michigan. Allegan County ligger på den vestlige side af den sydlige halvø ved Lake Michigan og grænser op til Ottawa County i nord, Kent County i nordøst, Barry County i øst, Kalamazoo County i sydøst og mod Van Buren County i syd. 
Allegan Countys totale areal er 4.748 km² hvoraf 2.605 km² er vand. I 2000 havde Allegan County 105.665 indbyggere. Det administrative centrum ligger i byen Allegan. 
Allegan County blev grundlagt i 1831 og har fået sit navn af etnologen Henry Rowe Schoolcraft.

## Demografi
Ved folketællingen fra 2000 boede der 105.665 personer i Allegan County. Der var 38.165 husstande med 28.394 familier. Befolkningstætheden var 49 personer pr. km². Befolkningens etniske sammensætning var 93,47% hvide og 1,31% afroamerikanere. 
Der var 38.165 husstande, hvoraf 37,40% havde børn under 18 år boende. 61,40% var ægtepar, som boede sammen, 9,10% havde en enlig kvindelig forsøger som beboer, og 25,60% var ikke-familier. 20,70% af alle husstande bestod af enlige, og i 7,80% af tilfældene boede der en person, som var 65 år eller ældre.
Gennemsnitsindkomsten for en husstand var $45.813 årligt, mens gennemsnitsindkomsten for en familie var på $51,908 årligt.